# Substantielle Wahrheit
Die substantielle Wahrheit (engl. substantial truth) ist ein Begriff der Rechtslehre aus dem Bereich der Üblen Nachrede und der Verleumdung in der allgemeinen Rechtsprechung der USA und Großbritanniens.
Im Geltungsbereich des Rechts der Vereinigten Staaten kann eine Äußerung nicht als üble Nachrede oder Verleumdung gewertet werden, wenn diese der Wahrheit entspricht. Der Lehrsatz der substantiellen Wahrheit weitet diesen Schutz in einer Art aus, dass auch eine Äußerung mit leichten Ungenauigkeiten in ihrer Formulierung unter denselben Schutz fällt und die Behauptung ihrer Art nach nicht als unwahr gilt.
Diese Lehre wird in Fällen angewandt, in denen die Wahrheit als zentrales Verteidigungsmittel gegen Vorwürfe der Beleidigung in einer öffentlichen Darstellung verwendet wird. Dabei sind nur falsche Behauptungen mit beabsichtigter Bosheit von Strafe bedroht. Ein Angeklagter, der die Wahrheit als Mittel seiner Verteidigung in einem Verleumdungsverfahren wählt, ist nicht gezwungen, jedes seiner Worte der behaupteten verleumderischen Aussage zu rechtfertigen. Es ist für ihn ausreichend, zu beweisen, dass die Substanz, der Gehalt, die Hauptaussage in der Sache wahr ist.
Im deutschen Recht kann hingegen auch eine wahre Tatsache den Tatbestand der Beleidigung erfüllen (§ 192 StGB).